# Беласица (хижа)
Вижте пояснителната страница за други значения на Беласица.
„Беласица“ е хижа в едноименната планина Беласица, България.
Разположена е на северния планински склон в местността Илиевска нива на около 720 m н.в., на 3.5 km югозападно от град Петрич. От Петрич до хижата води 7,5 km стръмно асфалтово шосе.
Представлява масивна триетажна сграда, разположена в западния край на обширна поляна с панорамен изглед към лежащия на 500 метра по-ниско град Петрич. Хижата е водоснабдена и електрифицирана. Разполага със 70 места за настаняване – 4 апартамента, 11 двойни, 5 четворни и 2 петорни стаи. Всяка стая разполага със собствен санитарен възел и баня. Отоплението е централно. Хижата разполага с голяма столова-ресторант, паркинг и спортна площадка.